# Прощай, Брейверман
«Прощай, Брейверман» (англ. Bye Bye Braverman) — американская комедия режиссёра Сидни Люмета по роману Уоллеса Маркфилда «Преждевременная кончина» (англ. To An Early Grave) (1964). Премьера фильма состоялась 21 февраля 1968 года.

## Сюжет
Брейверман, писатель-идеалист, внезапно умирает. На похороны едут четыре его лучших друга, более успешные авторы, нежели был покойный: автор статей для журналов Райфф, поэт Вайнштайн, книжный обозреватель Ливайн и раздражённый нытик Оттенстин. Поездка из Гринвич-Виллиджа в Бруклин приоткрывает завесу на многие тайны, тщательно хранимые каждым из этого «квартета».

## В ролях
- Джордж Сигал — Морроу Райфф
- Джек Уорден — Барнет Вайнштайн
- Джозеф Уайзман — Феликс Оттенстин
- Соррелл Бук — Холли Ливайн
- Джессика Уолтер — Инес Брейверман
- Филлис Ньюман — мисс Мендельбаум
- Зора Ламперт — Итта Райфф
- Годфри Кэмбридж — таксист
- Алан Кинг — раввин
- Грэм Джервис — пассажир автобуса

## Съёмочная группа
- Режиссёр-постановщик: Сидни Люмет
- Сценарист: Герберт Сарджент
- Продюсер: Сидни Люмет
- Композитор: Петер Мац
- Оператор-постановщик: Борис Кауфман
- Монтажёр: Джеральд Б. Гринберг
- Художник-постановщик: Бен Казацкоу
- Художник по костюмам: Анна Хилл Джонстоун
- Гримёр: Уильям Херман
- Звукорежиссёр: Алан Хейм